# Přivaděč
Přivaděč je člověkem vytvořený vodní tok. Jeho účelem je přívod vody do oblastí, kde je jí nedostatek. Používají se na dlouhé vzdálenosti i stovky kilometrů k zásobování vzdálených zemědělských oblastí nebo na vodu náročných průmyslových a energetických závodů. Mohou také propojovat významné vodní nádrže, přičemž slouží k vyrovnání vodního stavu.
Má podobný význam a využití jako zavlažovací kanál, jenž je v podstatě druhem přivaděče, který slouží k zavlažování.

## Přivaděče v Česku
V České republice jsou to např.
- Podkrušnohorský přivaděč, který dodává vodu z Ohře do řeky Bíliny a pro průmysl na Mostecku
- Přivaděč Morávka–Žermanice, který dodává vodu z Morávky do řeky Lučiny a pro Žermanickou přehradu
- Úpský přivaděč, který dodává vodu z Úpy do vodní nádrže Rozkoš